# Schlackenhalde / Bruchhauser Feuchtwiesen in Erkrath
Das Naturschutzgebiet Schlackenhalde / Bruchhauser Feuchtwiesen in Erkrath liegt auf dem Gebiet der Stadt Erkrath im Kreis Mettmann in Nordrhein-Westfalen.
Das Gebiet erstreckt sich südöstlich der Kernstadt von Erkrath und westlich des Erkrather Stadtteils Hochdahl. Am südwestlichen Rand des Gebietes verläuft die  A 3, am nordöstlichen Rand die Landesstraße L 403 und nördlich die Kreisstraße K 21.

## Beschreibung
Das etwa 47,4 ha große Gebiet wurde im Jahr 1988 unter der Schlüsselnummer ME-014 unter Naturschutz gestellt.
Der Landschaftsplan des Kreises Erkrath beschreibt das Naturschutzgebiet:

„Auf einigen Grünlandflächen hat sich eine typische Feuchtwiesenvegetation mit stellenweise größeren Seggen-, Binsen- und Schilfbeständen gebildet. Daneben wurden einige Sumpf-Dotterblumenwiesen nachgewiesen. Insbesondere im Bereich des Bruchhauser Grabens und nördlich des Strückerweges treten Hochstaudenfluren mit Mädesüß auf.
Die Fläche zeichnet sich durch eine außerordentlich hohe Strukturvielfalt aus. Das Gebiet der Schlackenhalde stellt mit seinen extremen kleinklimatischen Verhältnissen einen Sonderstandort für Flora und Fauna dar. Insbesondere wärmeliebende Arten und Arten der Trockenund Magerstandorte finden hier einen Lebensraum.
Die südlich anschließenden Feuchtwiesen werden extensiv
bewirtschaftet, sind sehr artenreich und beherbergen typische Charakterarten des Feuchtgrünlandes. Das Gebiet
weist zahlreiche Vegetationstypen sowie unterschiedlich
ausgeprägte Feuchtbiotope auf.
Die Gesamtfläche bietet aufgrund ihrer hohen Komplexität eine Vielzahl ökologischer Nischen für die Pflanzen- und Tierwelt. Sie dient mehreren gefährdeten oder in Rückgang begriffenen Pflanzen- und Tierarten sowie Arten mit Sonderansprüchen als Lebensraum und Rückzugsgebiet. Insbesondere sind hier die laut der Roten Liste NRW gefährdeten bzw. stark gefährdeten Arten wie die Langflügelige Schwertschrecke, die Kurzflügelige Schwertschrecke, die Schleiereule, der Steinkauz, die Dorngrasmücke und der Riesenschachtelhalm zu nennen.“

Die Bruchhauser Feuchtwiesen werden laut aufgestellter Info-Tafel (s. unter Weblinks – Fotomaterial) von Heckrindern beweidet, die eine Rückzüchtung in Richtung Ur oder Auerochse darstellen. Die jungen Heckkühe sollen nach der Aufzucht in das Eiszeitliche Wildgehege Neandertal überwechseln und dort den Bestand verstärken. Gleichzeitig unterstützen sie die notwendige, extensive Beweidung der Bruchhauser Feuchtwiesen.
Das Naturschutzzentrum Bruchhausen ist eine Naturschutz- und umweltpädagogische Einrichtung und liegt am Rand der  Bruchhauser Feuchtwiesen. Es unterstützt die Pflege des Naturschutzgebietes maßgeblich.

## Schutzziele
Schutzziele sind
- der Erhalt eines naturnahen Quellwald-Komplexes, von Trockenbiotopen sowie eines großflächig durch extensive Bewirtschaftung offen gehaltenen Nassgrünland-Biotopkomplexes, dabei sollten die Habitatansprüche der Leitart Steinkauz beachtet werden und
- der Erhalt und die weitere ökologische Verbesserung des Gewässernetzes.[6]

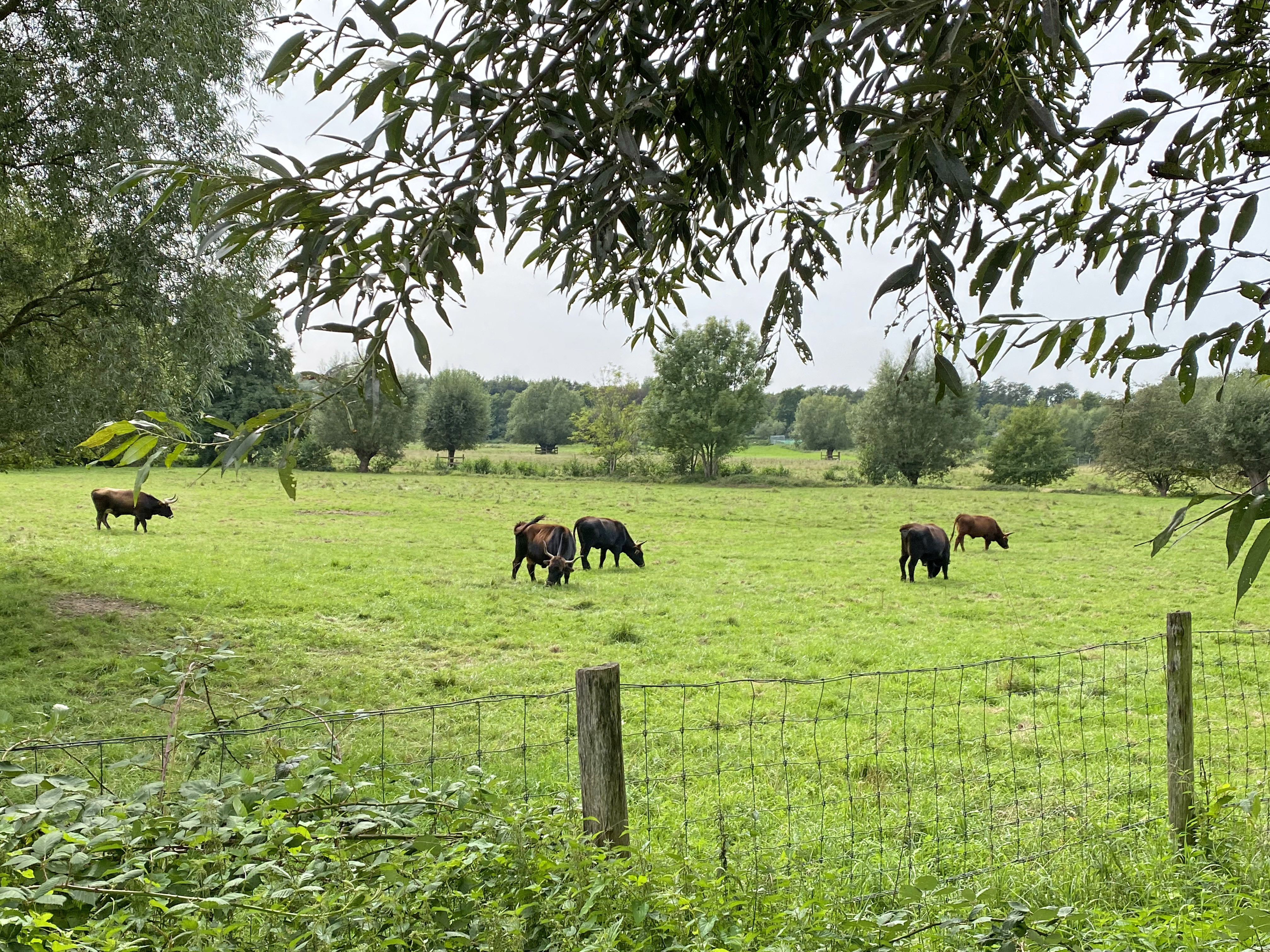
Heckkrinder bweiden die Bruchhause Feuchtwiesen
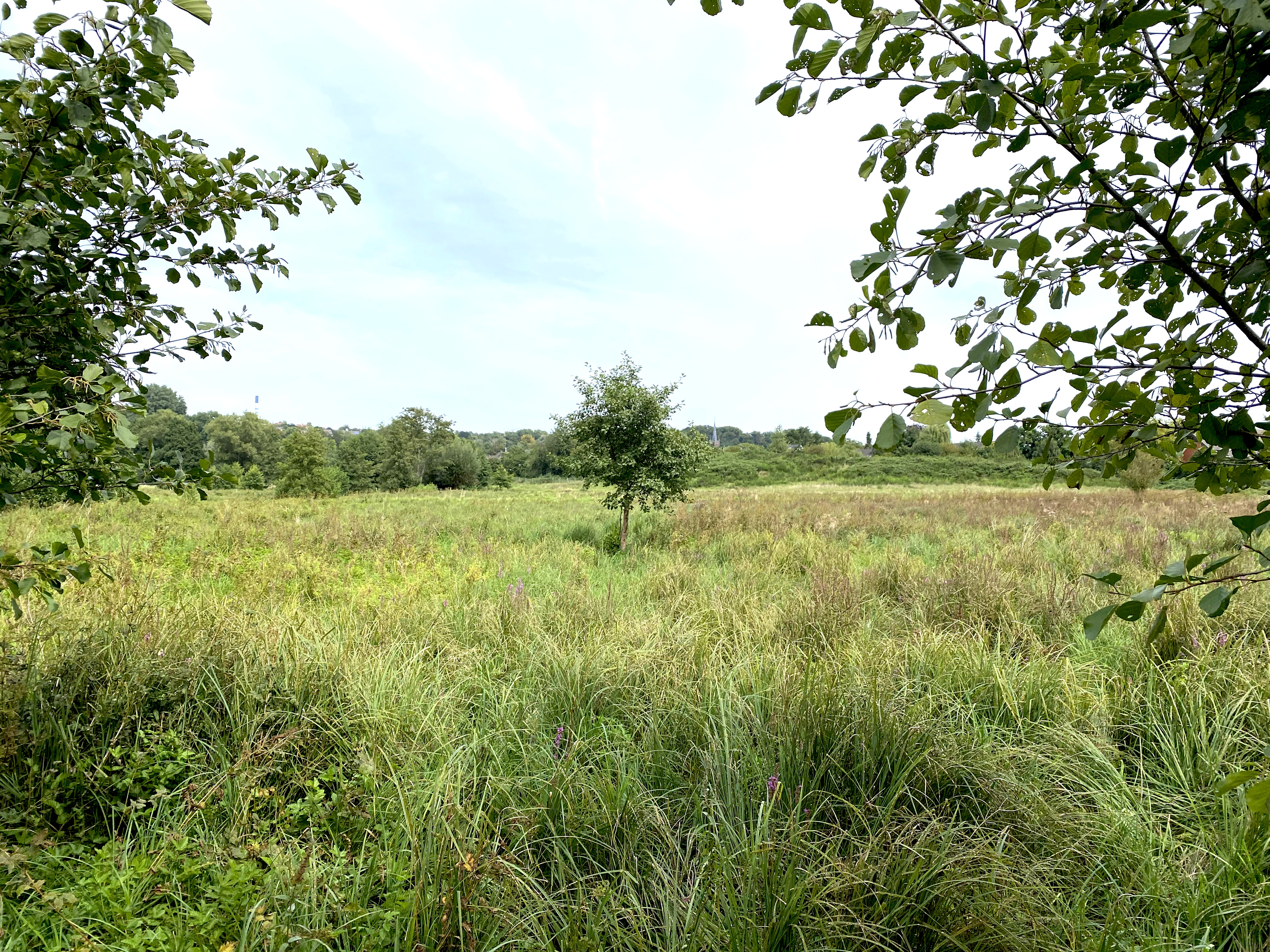
großräumige, seggenreiche Feuchtwiesen im NSG
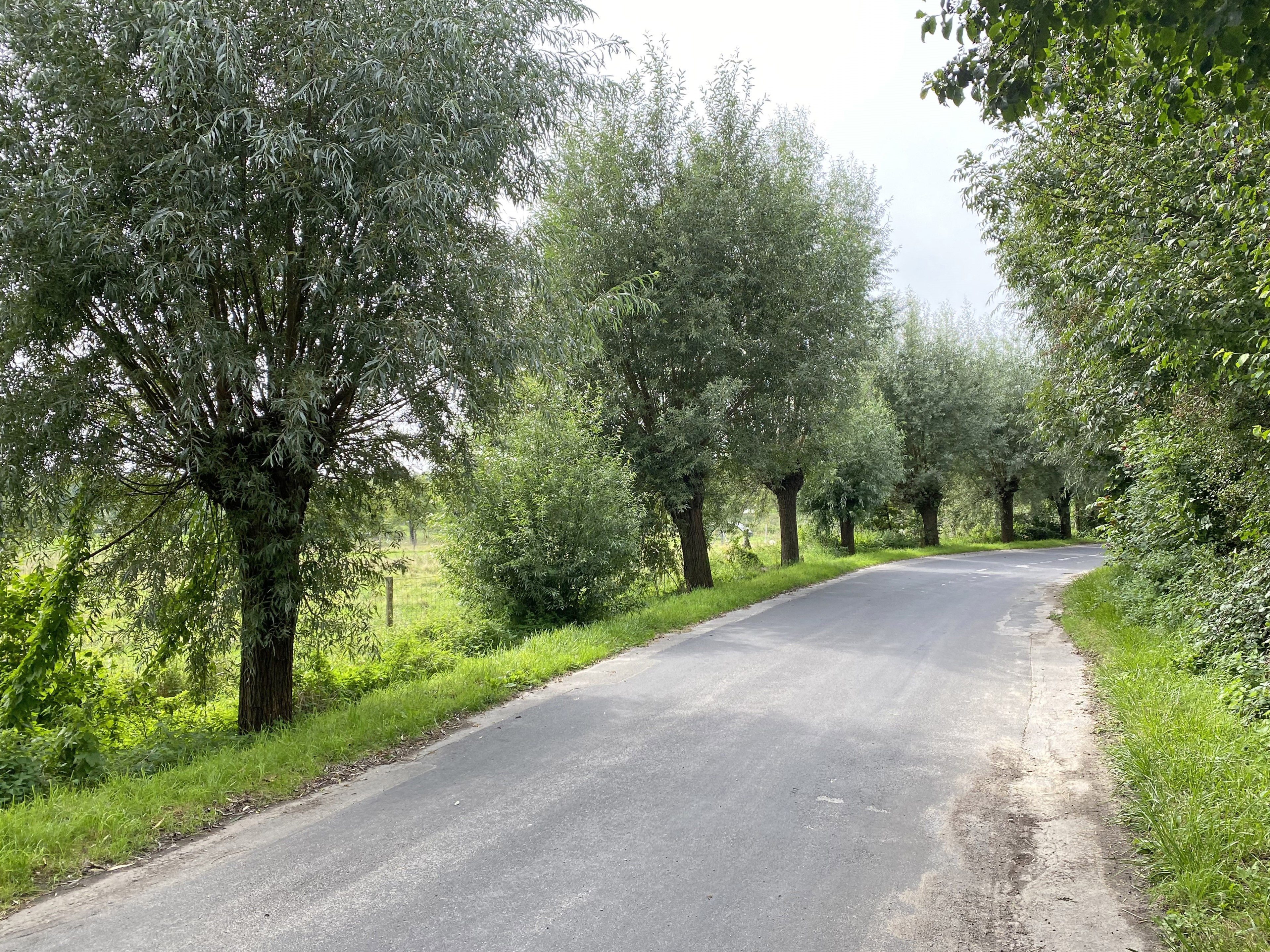
Kopfweiden säumen die Bruchhauser Straße
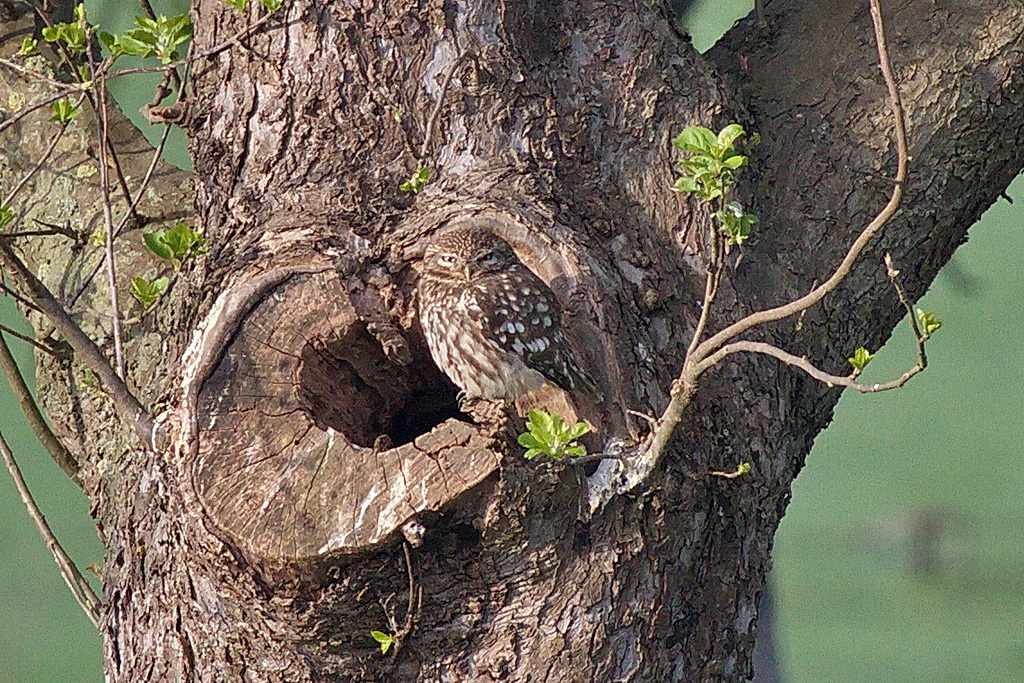
Steinkauz hat durch die Beweidung bessere Jagdchancen
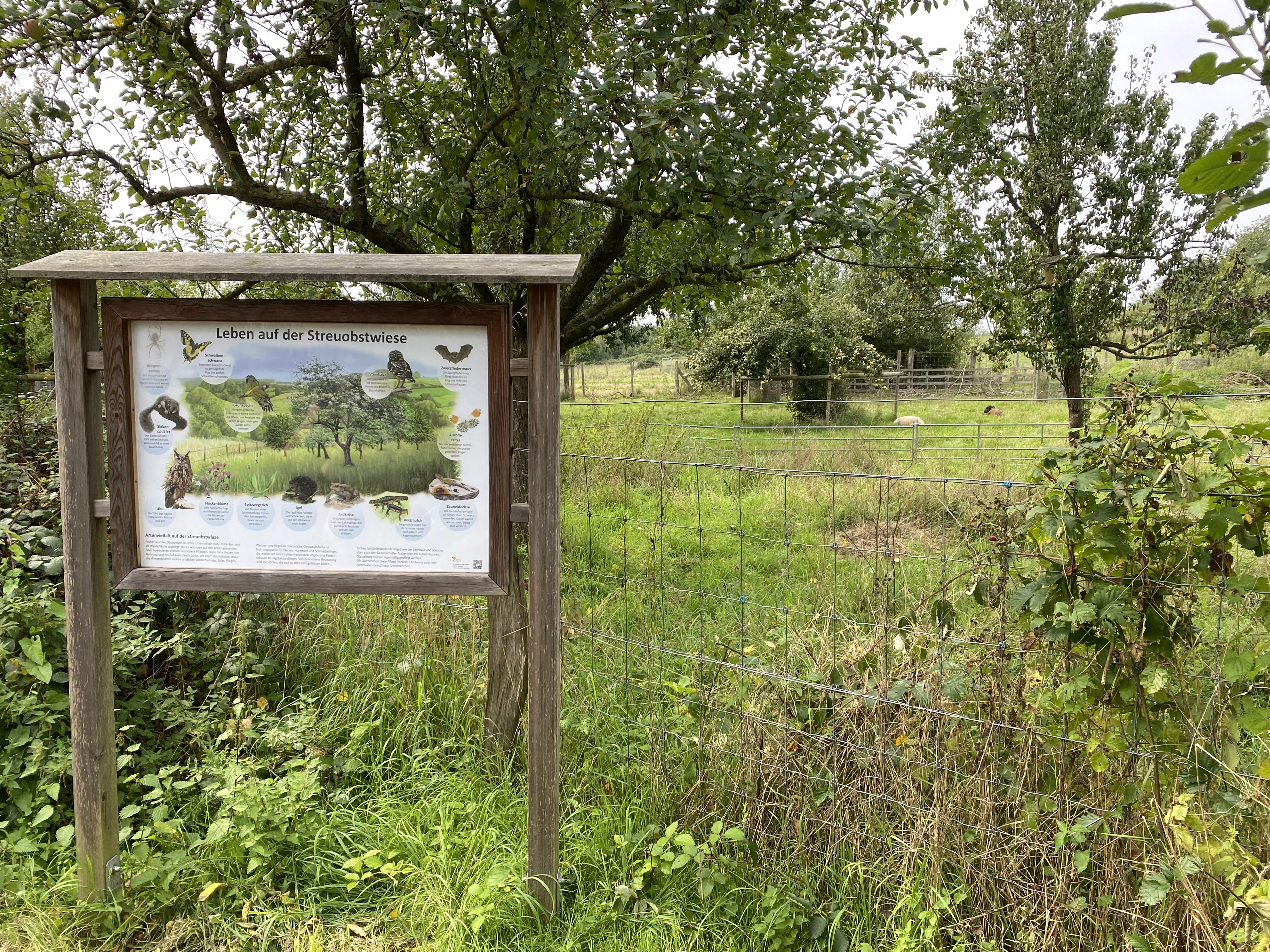
Streuobstwiese am Naturschutzzentrum
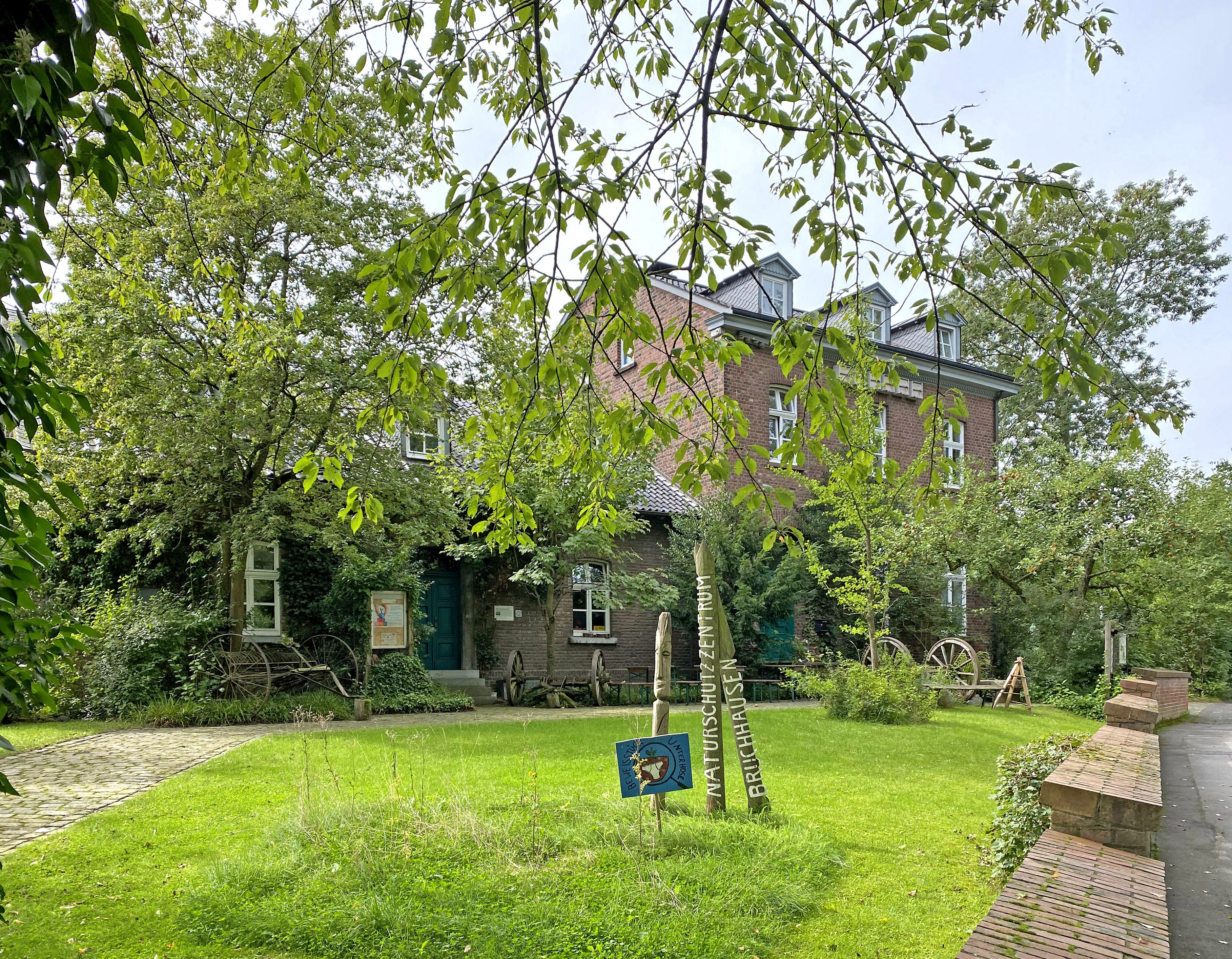
Naturschutzzentrum Bruchhausen
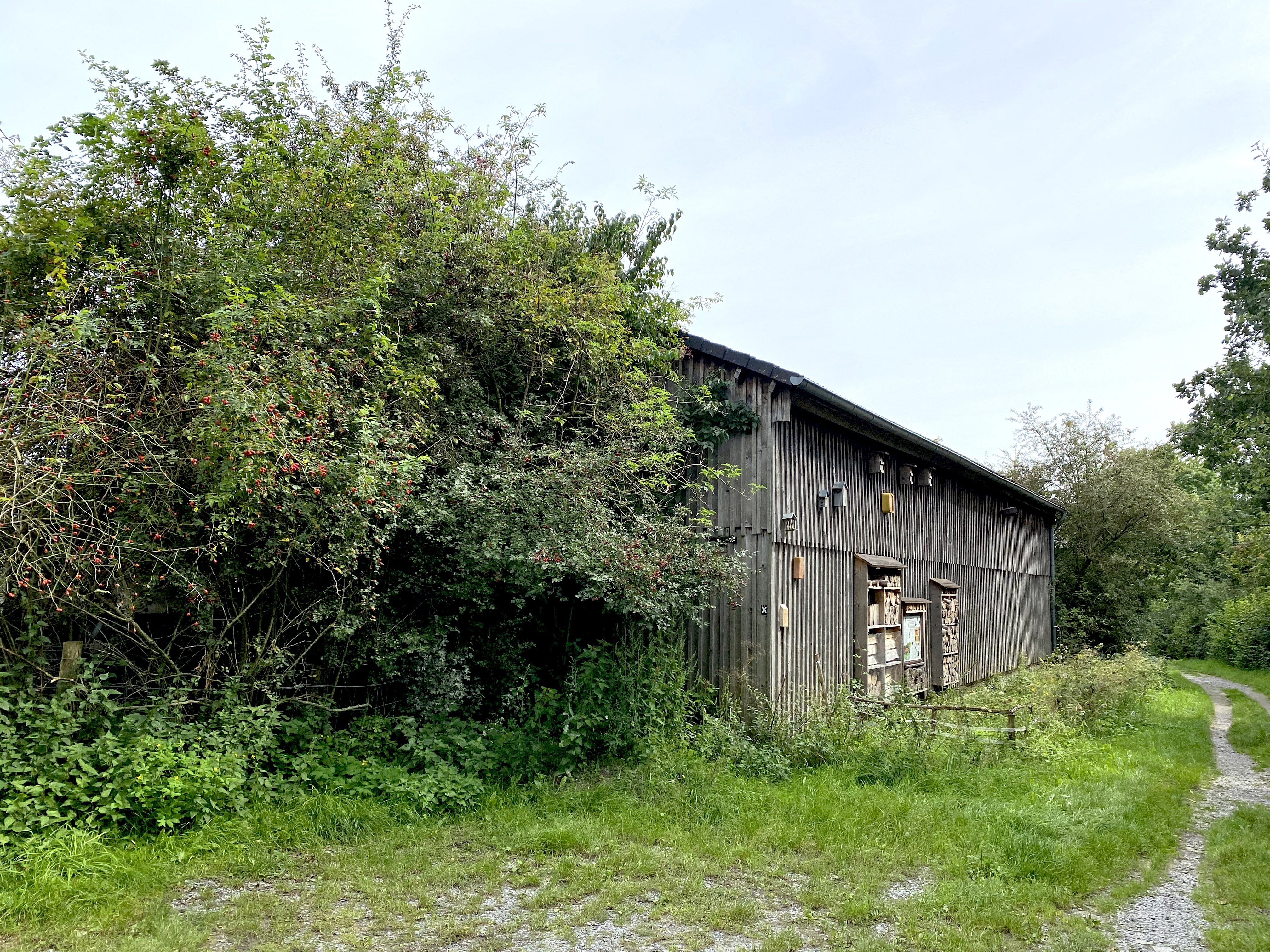
Scheune des Naturschutzhofes Feld im NSG
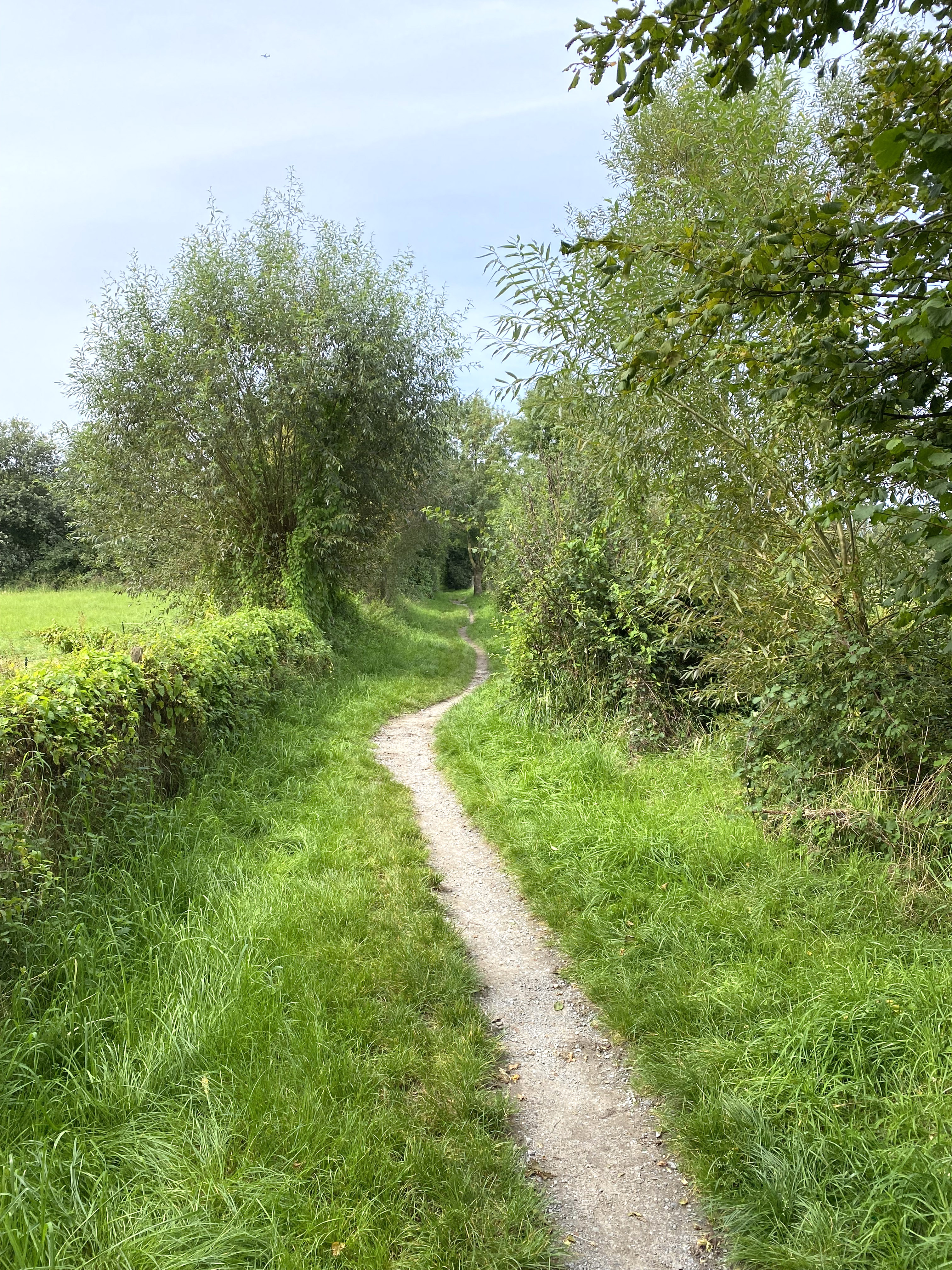
Strücker Weg führt durch die Feuchtwiesen
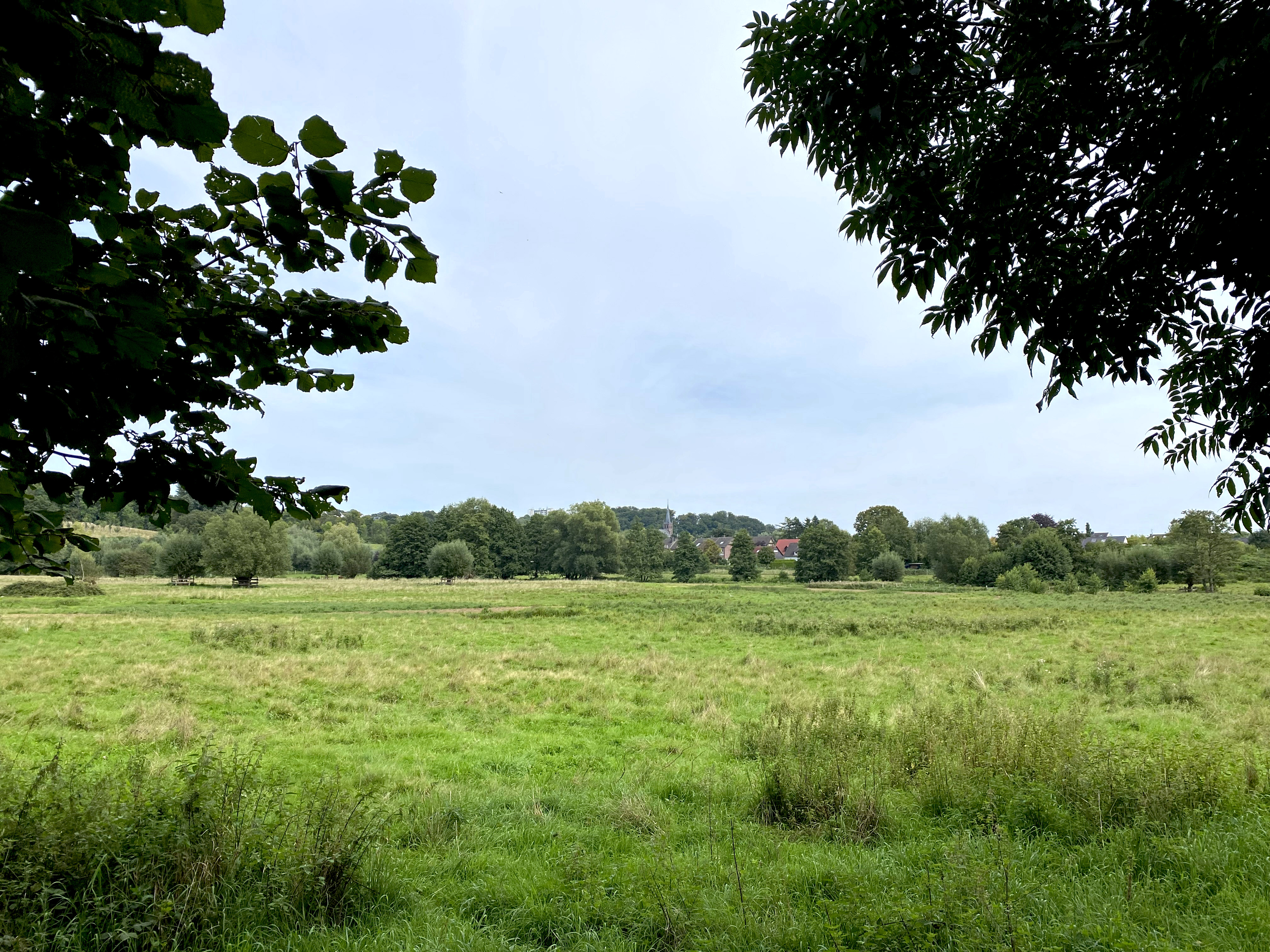
Bruchhauser Feuchtwiesen
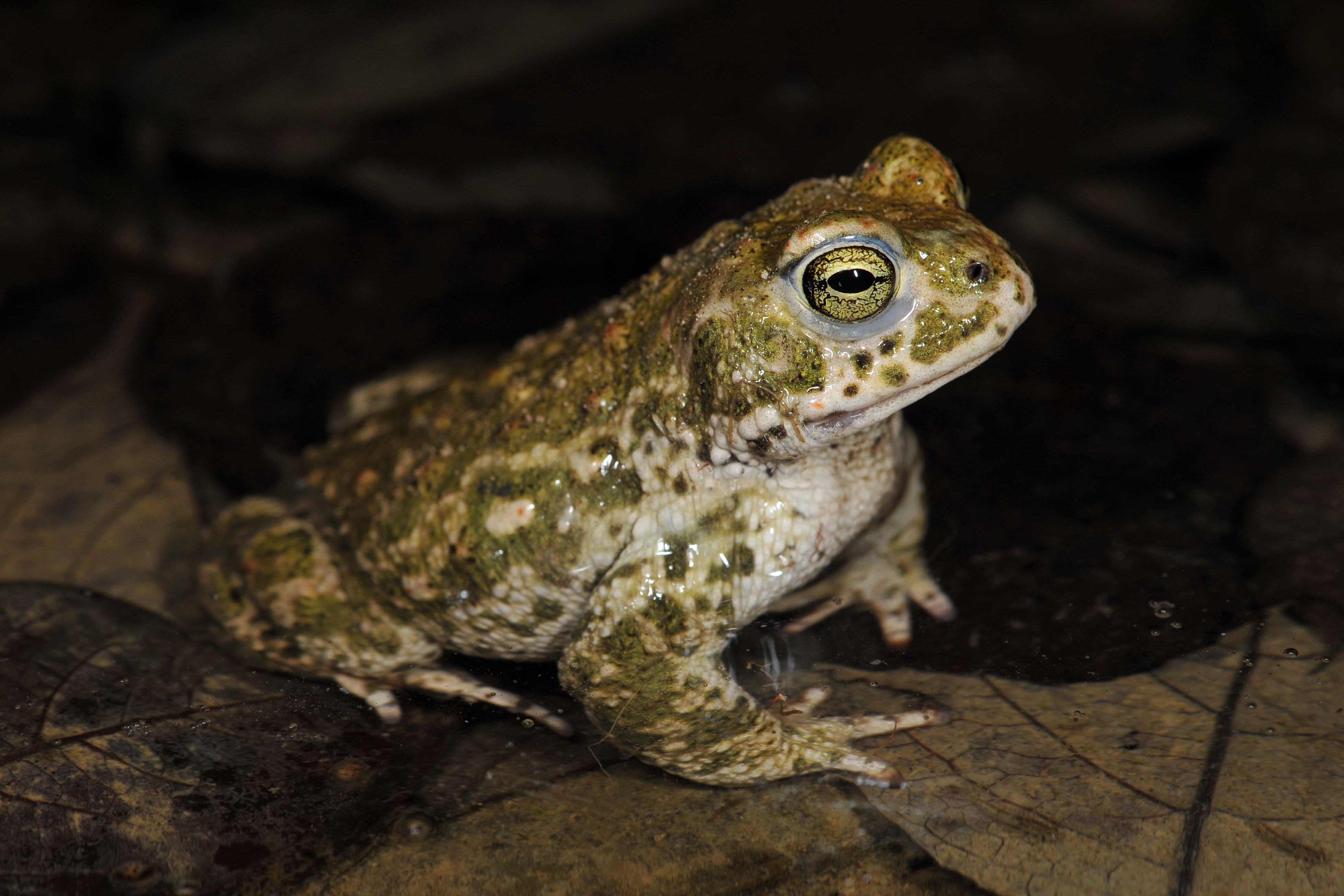
stark gefährdete Kreuzkröte wird im NSG gefördert
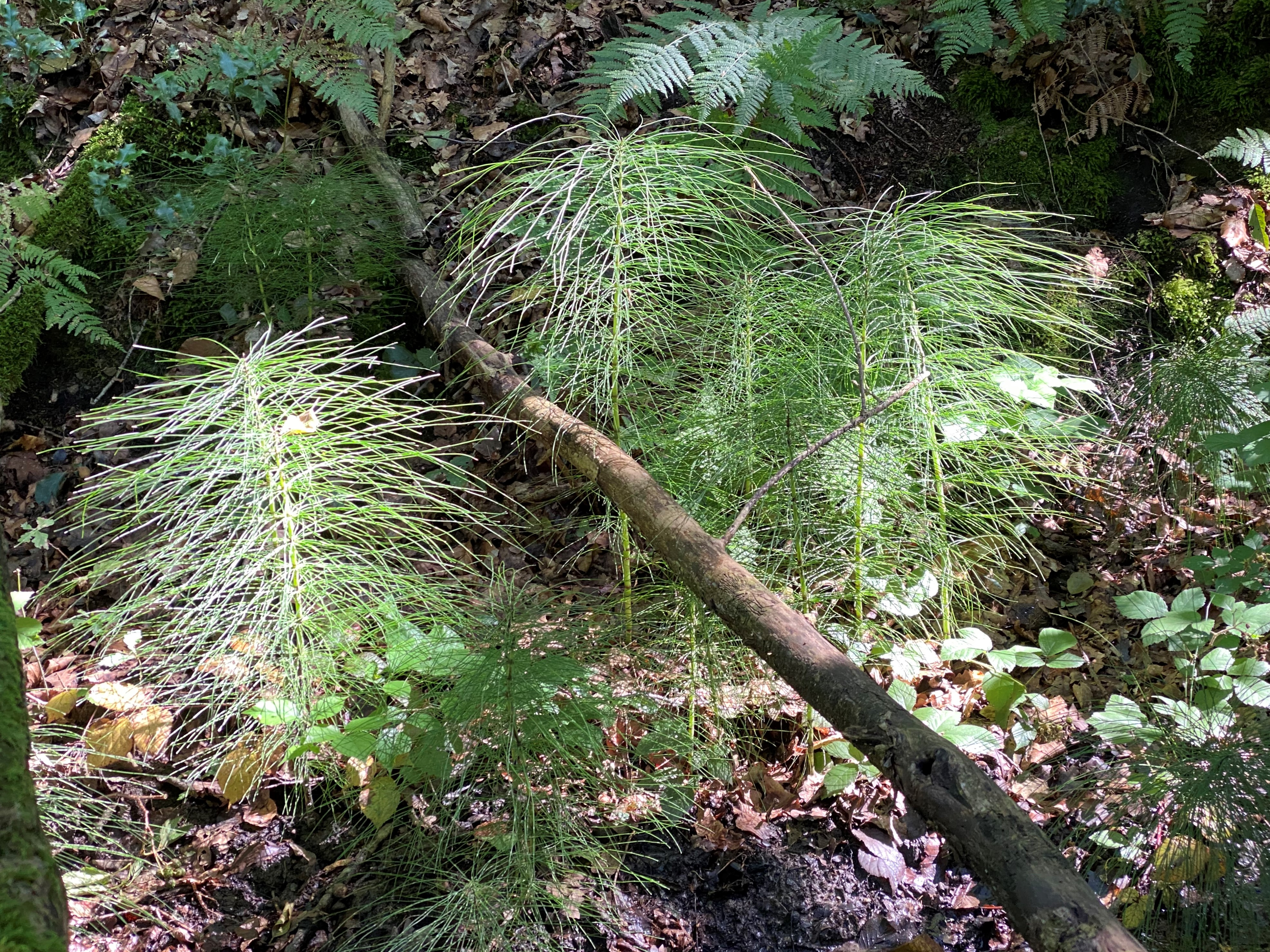
Riesen-Schachtelhalm – selten, aber hier im NSG zu finden
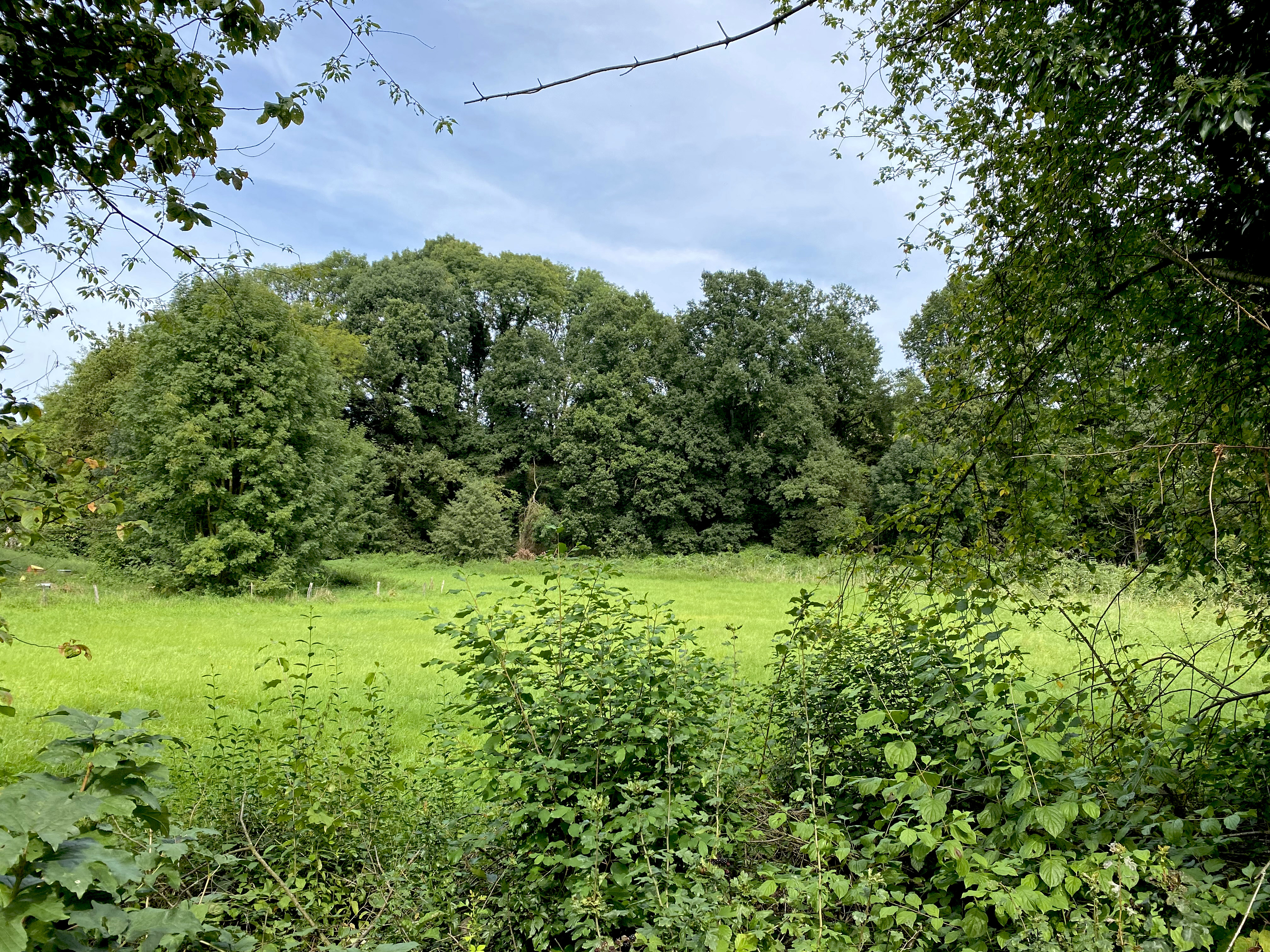
Landschaftsmosaik nördlich der Bruchhauser Straße